# Antonín Stočes

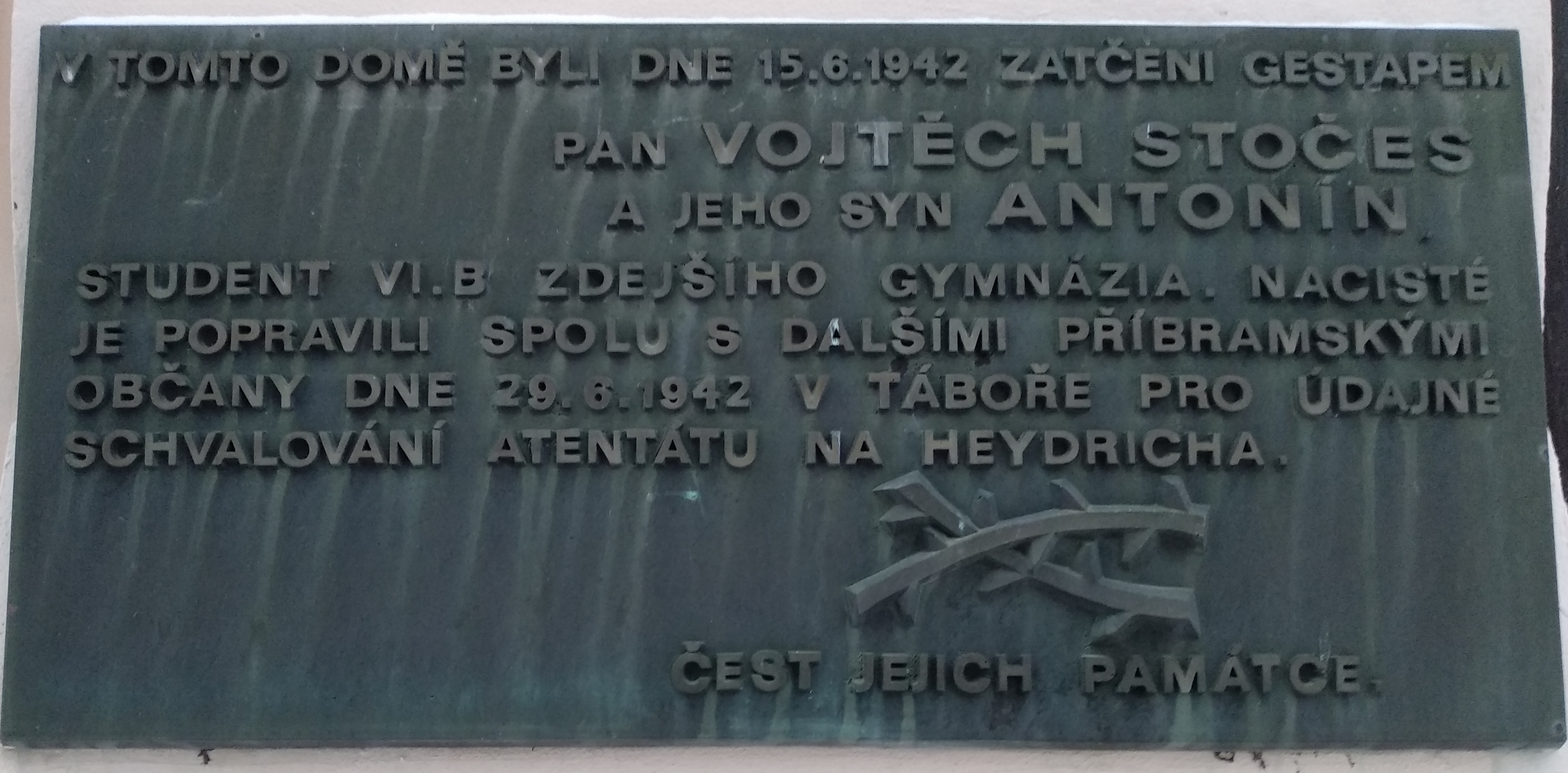
Pamětní deska v Dlouhé v Příbrami

Antonín Stočes (8. února 1925 Příbram – 29. června 1942 Tábor) byl český student šesté třídy osmiletého gymnázia v Příbrami, popravený nacisty. Stal se spolu se svým otcem a Josefem Lukešem, ředitelem gymnázia, obětí perzekucí po atentátu na Reinharda Heydricha. Antonín byl v sedmnácti letech a čtyřech měsících nejmladším z popravených na táborském popravišti, důvodem popravy bylo schvalování atentátu.

## Památka
Jejich příběh beletristicky zpracoval příbramský spisovatel Jan Drda v povídce Vyšší princip. Stočesův příběh zpracovala také Česká televize v jednom díle dokumentů Neznámí hrdinové-pohnuté osudy: Skutečný Vyšší princip. Příbramské gymnázium pořádá na svém sportovišti každoročně Memoriál Antonína Stočese. Na domě v Dlouhé ulici, kde oba bydleli, je umístěna pamětní deska.